# Jean-Paul Moerman
Jean-Paul Moerman, né le 14 août 1952 à Tournai est un homme politique belge wallon, membre du PRL.

## Biographie
Il fait ses études de droit à l'ULB, occupé comme employé à plein temps dans une entreprise de prêts hypothécaires bruxelloise. Il obtient sa licence en droit en juin 1975), septembre 1975, avocat inscrit au Barreau de Mons, 1979, ancien professeur aux Cours provinciaux d'administration de la province de Hainaut, 1995, membre du conseil d'administration de l'Université de Mons-Hainaut.
En 1993, il quitte le parti socialistesuite aux différends aux élections communales de 1988. Il fonde un mouvement politique : "Mons, Démocratie et Liberté" et présente 45 candidats aux élections communales montoises de 1994. Sa liste obtient 9 élus.
Avocat au barreau de Mons de septembre 1975 à décembre 2000 ; chargé de dossiers pénaux significatifs des années 1980 et 1990, tels l'acquittement de la filière boraine en mai 1988 aux assises de Mons (après avoir obtenu le dessaisissement du juge d'instruction Schlicker de Nivelles), l'affaire des négriers du centre, affaire Systermans, etc. Président du Parti socialiste de l'Union communale montoise, il rompt avec les politiques socialistes de l'époque et fonde le mouvement Mons, Démocratie et Liberté ; il adhère après les communales de 1994 au PRL-FDF du président Jean Gol. Jean-Paul Moerman est juge à la Cour constitutionnelle de 2001 à 2022. Lors du refus par le Parlement de nommer Katabi, il tiendra deux cabinets de juge jusqu'à la nomination de Detienne, remplacé depuis lors. Lors de la séance de départ de ses fonctions, il attira l'attention sur une nécessité : il faut éviter le déficit démocratique qui s'installe avec les interprétations jurisprudentielles qui réécrivent les textes législatifs.
Le 14 août 2022, il est donc admis à l'émérita et est remplacé dans ses fonctions de juge à la Cour constitutionnelle par Kattrin Jadin.
Actuellement, Jean-Paul Moerman rédige une série d'ouvrages sur les différentes affaires criminelles qu'il eut à traiter durant sa carrière de pénaliste. Il procède aussi à un essai : "Du contrôles des influences étrangères sur les ONG et de la nécessité de protéger ces organisations".

## Fonctions politiques
- Député fédéral belge du 8 juin 1995 au 21 mai 2001, démissionnaire.
- Ancien conseiller communal de Mons, chef du groupe PRL.

## Incidents

### Azérigate
En 2017, Jean-Paul Moerman est accusé dans une affaire concernant une ASBL European Academy for Elections Observation financée par l'Azerbaïdjan, laquelle est suspectée de blanchiment d'argent et de corruption. Lars Bové, dans L'Écho écrit que Moerman a effectué plusieurs voyages dans ce pays  (ce qu'il a fait  comme conférencier notamment sur les massacres de Kotjaly), ses frais de transport et d'hébergement étant pris en charge. Il a pris une position en faveur de la recherche du dialogue et à la création de passerelles avec les autorités locales qui accueillent les contingents alliés intervenant en Afghanistan. Lars Bové a publié une information précisant l'absence de fondement des accusations après avoir lu le dossier et l'affaire ouverte par le parquet de Bruxelles est classée sans suite le 5 février 2019. Sans mettre en cause les travaux des journalistes, qui peuvent avoir été "mal informés", le timing des articles permet de s'interroger sur le la question du renouvellement de mandat présidentiel à la Cour constitutionnelle qui intervenait à même époque, en septembre 2017.
Encore une accusation farfelue
En 2018, un accusateur anonyme le cite dans un article du Washington Post, intitulé : "Manafort associate proposed hiring German, Spanish politicians to lobby on Ukrine", by Theodoric Meyer and Josh Gerstein. Son nom est repris dans la liste suivante dans l'article : "The names inclued : Romano Prodi, a former primer minister of Italy, Adolfo Urso, a former Italian trade minister, Jean-Paul Moerman, a Belgian Judge, Bodo Hombach, a former German Governement minister and "influencal publishing boss", Javier Solana a former NATO secretary-general from Spain and "respected man for all seasons in Europe, Alain Minc, an old adviser to former Frensch President Nicolas Sarkozy, Alain Juppé, a former prime minister of France and Aleksandr Kwasniewski, a former président of Poland."  Ces accusations fantaisistes furent démenties par le journal d'initiative.
Affaire Orion Oil
En 2023, Libération, publie une enquête sur Lucien Ebata, un homme d'affaires congolais, et l'entreprise Orion Oil dont il est le patron. D'après l'enquête, Orion Oil serait impliquée dans du blanchiment d'argent et de la corruption. Dans son enquête, Libération révèle aussi que Lucien Ebata entretient des relations avec plusieurs personnalités politiques haut-placées, y compris l'ancien premier ministre français Manuel Valls. Jean-Paul Moerman fait également partie de cette liste,.